# Dithela
Dithela is een geslacht van rechtvleugeligen uit de familie sabelsprinkhanen (Tettigoniidae). De wetenschappelijke naam van dit geslacht is voor het eerst geldig gepubliceerd in 1890 door Karsch.

## Soorten
Het geslacht Dithela omvat de volgende soorten:
- Dithela acuticercus Sjöstedt, 1912
- Dithela rectiloba Karsch, 1890